# Cheiloneurus kuisebi
Cheiloneurus kuisebi är en stekelart som beskrevs av Prinsloo 1985. Cheiloneurus kuisebi ingår i släktet Cheiloneurus och familjen sköldlussteklar.
Artens utbredningsområde är Namibia. Inga underarter finns listade i Catalogue of Life.